# Autoroute GC-1 (Espagne)
La GC-1, appelée aussi Autopista del Sur de Gran Canaria, est une autoroute autonome appartenant aux îles Canaries qui relie Las Palmas de Gran Canaria au sud de l'île de Grande Canarie en longeant la côte est. Elle dessert ainsi toutes les stations balnéaires de la côte. Bien que le nom géographique du nom officiel de l'autoroute "du Sud" soit utilisé, il s'agit de le différencier de l'autoroute nord de Grande Canarie, et non parce qu'il y a deux autoroutes sur l'île.
C'est une autoroute à fort trafic, notamment dans la banlieue de Las Palmas où elle supporte près de 135 000 véhicules par jour sur certains tronçons. Elle dessert également l'aéroport de Grande Canarie et la ville de Mogán située dans le sud-ouest de l'île. Le projet de train de Grande Canarie, sur un itinéraire proche de celui de la GC-1, permettrait d'abosorber une partie du trafic routier.

## Tracé

### Mogán-Las Palmas de Gran Canaria
- 62 Puerto Rico (Grande Canarie)
- 56 Arguineguín
- 53 Salobre Golf
- 50 Pasito Blanco
- 48 El Tablero
- 46 San Fernado - Plage des Anglais - Maspalomas
- 45 Fataga - San Bartolomé de Tirajana (sens Las Palmas-Mogán)
- 43 San Agustín
- 37 Bahía Feliz
- Aire de service  (sens Mogán-Las Palmas)
- 31 El Doctoral - Juan Grande
- 28 Vecindario - Centre commercial - Pozo Izquierdo
- 25 Cruce de Sardina - Arinaga - Parc industriel d'Arinaga - Agüimes
- 18 El Carrizal - Ingenio
- 16 Aéroport de Gran Canaria
- Aire de service  (sens Las Palmas-Mogán)
- 15 Ojos de Garza - Base aérienne
- 13 Parc industriel de El Goro
- 12 Parc industriel de Salinetas
- 10 Telde - Melenara
- 8 Valsequillo - La Garita - Parc commercial
- 7 La Estrella - Parc commercial +  Aire de service
- 6 a Zone industrielle
- 6 b Centre commercial "Las Terrazas" - El Cortijo
- 5 Valle Jinamar - Centre commercial "El Mirador"
- Échangeur entre GC-3 et GC-1
- 3 Marzagan - Parc industriel de Mercalaspalmas
- 2 Parc industriel de Marfea - Parc industriel de Hoya Parral (sens Las Palmas- Mogán)
- 1 San José del Alamo